# 马尼翁
马尼翁（西班牙語：Mañón）是西班牙加利西亚自治区拉科鲁尼亚省的一个市镇。总面积82km², 总人口1391人（2017年），人口密度17人/km²。

## 人口
| 马尼翁历史人口变化图   |
|                        |
| 来源：西班牙国家统计局 |

## 图集

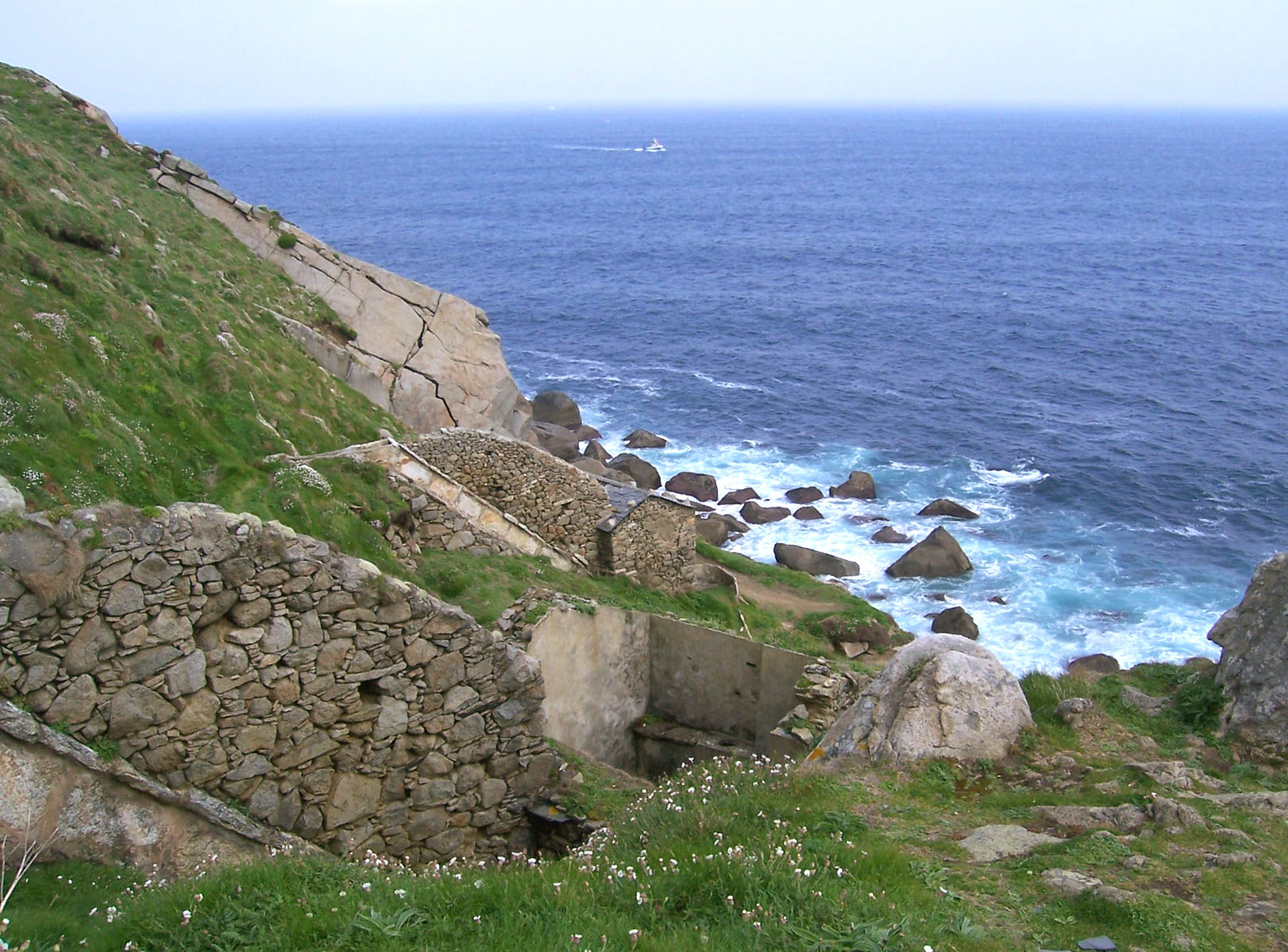
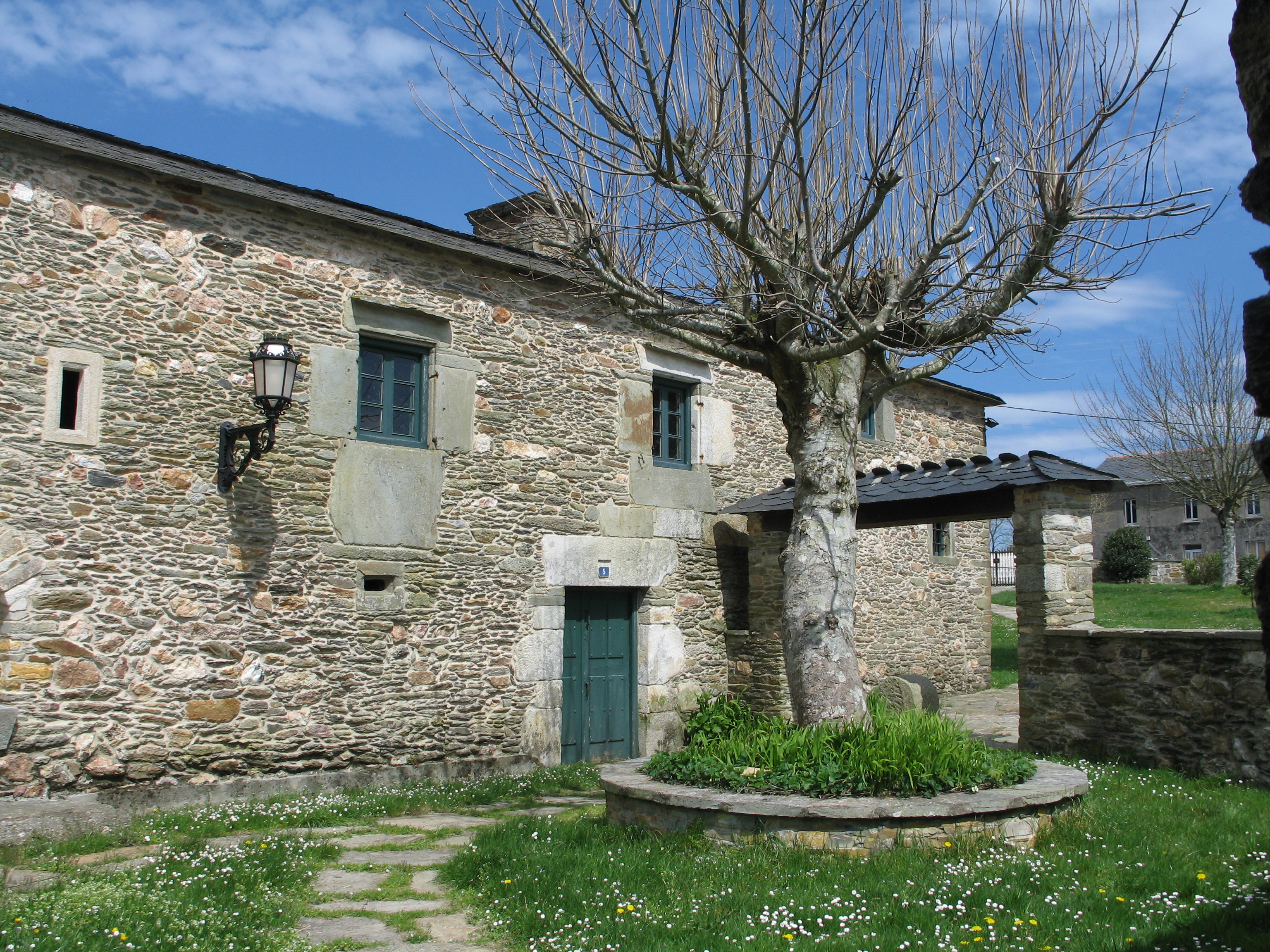
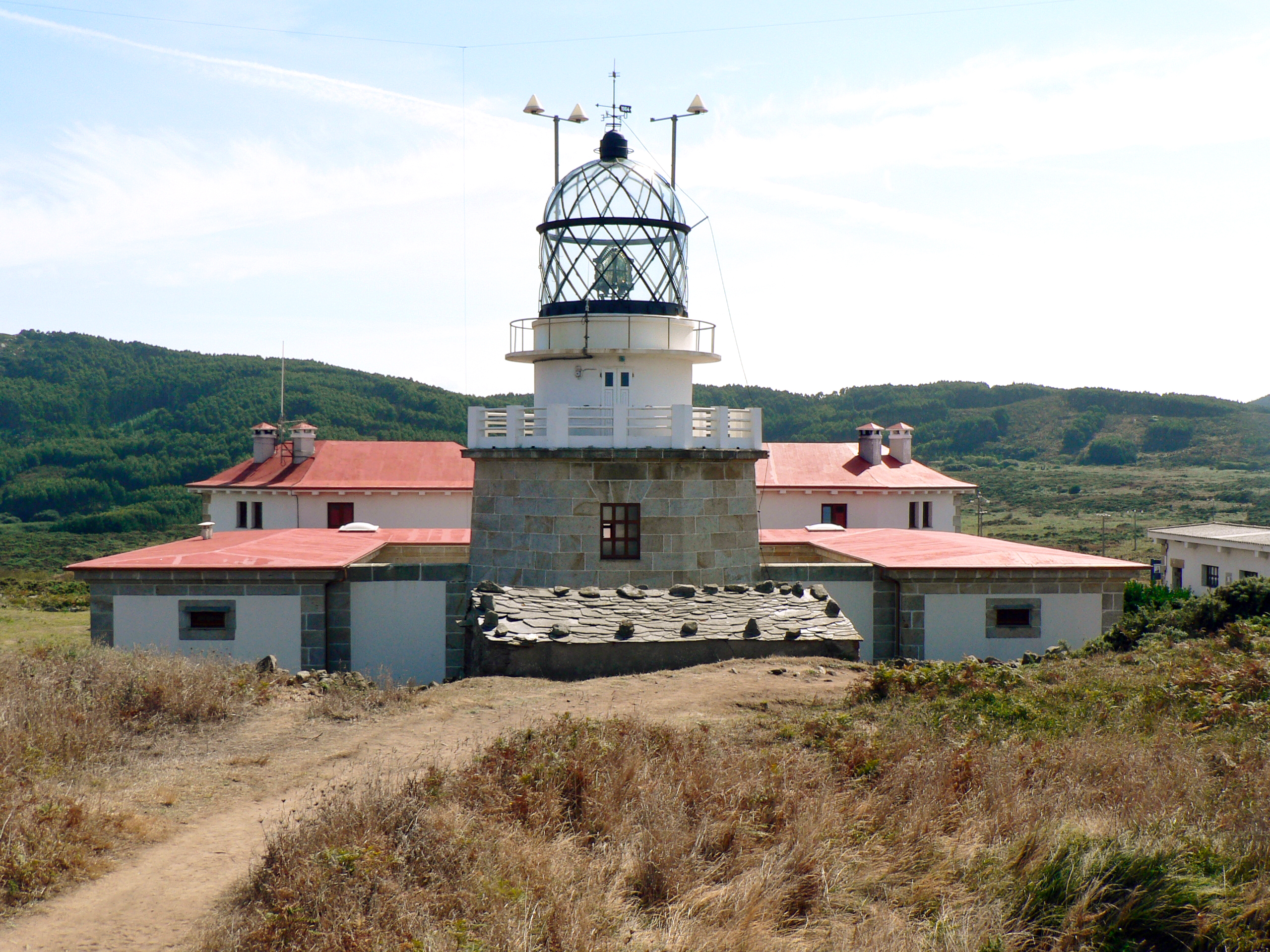
灯塔